# Interlands Marokkaans voetbalelftal 2020-2029
Deze pagina toont een chronologisch en gedetailleerd overzicht van de interlands die het Marokkaans voetbalelftal speelt en heeft gespeeld in de periode 2020 – 2029.

## Interlands

### 2020
|                                                                  |                                                              |       |                         |                                                                    |
| 9 oktober Vriendschappelijk «onderlinge duels» 20:00 uur (UTC+1) | Marokko                                                      | 3 – 1 | Senegal                 | Stade Moulay Abdallah, Rabat Scheidsrechter: Mahamadou Kéïta (MLI) |
| 9 oktober Vriendschappelijk «onderlinge duels» 20:00 uur (UTC+1) | Selim Amallah 10' Youssef En-Nesyri 71' Youssef El-Arabi 86' |       | 88' (pen.) Ismaïla Sarr | Stade Moulay Abdallah, Rabat Scheidsrechter: Mahamadou Kéïta (MLI) |

|                                                                   |                       |       |                 |                                                                     |
| 13 oktober Vriendschappelijk «onderlinge duels» 20:00 uur (UTC+1) | Marokko               | 1 – 1 | Congo-Kinshasa  | Stade Moulay Abdallah, Rabat Scheidsrechter: Alioune Sandigui (SEN) |
| 13 oktober Vriendschappelijk «onderlinge duels» 20:00 uur (UTC+1) | Noussair Mazraoui 45' |       | 60' Yoane Wissa | Stade Moulay Abdallah, Rabat Scheidsrechter: Alioune Sandigui (SEN) |

|                                                                               |                                                                                  |       |                    |                                                                  |
| 13 november AK 2021 kwalificatie Groep E «onderlinge duels» 20:00 uur (UTC+1) | Marokko                                                                          | 4 – 1 | Centr.-Afrik. Rep. | Stade Mohammed V, Casablanca Scheidsrechter: Boubou Traoré (MLI) |
| 13 november AK 2021 kwalificatie Groep E «onderlinge duels» 20:00 uur (UTC+1) | Achraf Hakimi 10' Hakim Ziyech 31' (pen.) Hakim Ziyech 33' Zakaria Aboukhlal 64' |       | 25' Louis Mafouta  | Stade Mohammed V, Casablanca Scheidsrechter: Boubou Traoré (MLI) |

|                                                                               |                    |                                          |         |                                                                            |
| 17 november AK 2021 kwalificatie Groep E «onderlinge duels» 17:00 uur (UTC+1) | Centr.-Afrik. Rep. | 0 – 2                                    | Marokko | Stade de la Réunification, Douala Scheidsrechter: Eric Otogo-Castane (GAB) |
| 17 november AK 2021 kwalificatie Groep E «onderlinge duels» 17:00 uur (UTC+1) |                    | 39' Hakim Ziyech 90+1' Youssef En-Nesyri |         | Stade de la Réunification, Douala Scheidsrechter: Eric Otogo-Castane (GAB) |

### 2021
| African Championship of Nations 2020 |
| ------------------------------------ |

Tijdens het African Championship of Nations bestaat het nationaal elftal altijd enkel uit spelers uit de nationale competitie.
|                                                                                 |                          |       |      |                                                                               |
| 18 januari Championship of Nations Groep C «onderlinge duels» 17:00 uur (UTC+1) | Marokko                  | 1 – 0 | Togo | Stade de la Réunification, Douala Scheidsrechter: Andofetra Rakotojaona (MAD) |
| 18 januari Championship of Nations Groep C «onderlinge duels» 17:00 uur (UTC+1) | Yahya Jabrane 27' (pen.) |       |      | Stade de la Réunification, Douala Scheidsrechter: Andofetra Rakotojaona (MAD) |

|                                                                                 |         |       |        |                                                                         |
| 22 januari Championship of Nations Groep C «onderlinge duels» 17:00 uur (UTC+1) | Marokko | 0 – 0 | Rwanda | Stade de la Réunification, Douala Scheidsrechter: Ahmad Heeralall (MRI) |
| 22 januari Championship of Nations Groep C «onderlinge duels» 17:00 uur (UTC+1) |         |       |        | Stade de la Réunification, Douala Scheidsrechter: Ahmad Heeralall (MRI) |

|                                                                                 |                                    |       | |                                                                       |
| 26 januari Championship of Nations Groep C «onderlinge duels» 20:00 uur (UTC+1) | Oeganda                            | 2 – 5 | Marokko | Stade de la Réunification, Douala Scheidsrechter: Boubou Traoré (MLI) |
| 26 januari Championship of Nations Groep C «onderlinge duels» 20:00 uur (UTC+1) | Ibrahim Orit 25' Saidi Kyeyune 84' |       | 45+4' (pen.) Ayoub El Kaabi 51' Soufiane Rahimi 71' Hamza El Moussaoui 80' Soufiane Rahimi 90+2' (e.d.) Charles Lukwago | Stade de la Réunification, Douala Scheidsrechter: Boubou Traoré (MLI) |

|                                                                                     |                                                                      |       |                 | |
| 31 januari Championship of Nations Kwartfinale «onderlinge duels» 17:00 uur (UTC+1) | Marokko                                                              | 3 – 1 | Zambia          | Limbestadion, Limbe Scheidsrechter: Pacifique Ndabihawenimana (BDI) Video-assistent: Bakary Gassama (GAM) |
| 31 januari Championship of Nations Kwartfinale «onderlinge duels» 17:00 uur (UTC+1) | Soufiane Rahimi 1' Mohamed Ali Bemammer 8' Ayoub El Kaabi 39' (pen.) |       | 80' Moses Phiri | Limbestadion, Limbe Scheidsrechter: Pacifique Ndabihawenimana (BDI) Video-assistent: Bakary Gassama (GAM) |

|                                                                                      |                                                                                         |       |          |                                                                                             |
| 3 februari Championship of Nations Halve finale «onderlinge duels» 20:00 uur (UTC+1) | Marokko                                                                                 | 4 – 0 | Kameroen | Limbestadion, Limbe Scheidsrechter: Jean Ngambo (COD) Video-assistent: Bakary Gassama (GAM) |
| 3 februari Championship of Nations Halve finale «onderlinge duels» 20:00 uur (UTC+1) | Soufiane Bouftini 29' Soufiane Rahimi 40' Soufiane Rahimi 74' Mohammed Ali Bemammer 82' |       |          | Limbestadion, Limbe Scheidsrechter: Jean Ngambo (COD) Video-assistent: Bakary Gassama (GAM) |

|                                                                                |      |                                          |         | |
| 7 februari Championship of Nations Finale «onderlinge duels» 20:00 uur (UTC+1) | Mali | 0 – 2                                    | Marokko | Ahmadou Ahidjostadion, Yaoundé Scheidsrechter: Peter Waweru (KEN) Video-assistent: Bamlak Tessema Weyesa (ETH) |
| 7 februari Championship of Nations Finale «onderlinge duels» 20:00 uur (UTC+1) |      | 69' Soufiane Bouftini 79' Ayoub El Kaabi |         | Ahmadou Ahidjostadion, Yaoundé Scheidsrechter: Peter Waweru (KEN) Video-assistent: Bamlak Tessema Weyesa (ETH) |

|  |  |  |  |  |  |  |  |  |

|                                                                          |            |       |         |                                                                           |
| 26 maart AK 2021 kwalificatie Groep E «onderlinge duels» 19:00 uur (UTC) | Mauritanië | 0 – 0 | Marokko | Stade Cheikha Ould Boïdiya, Nouakchott Scheidsrechter: Joshua Bondo (BOT) |
| 26 maart AK 2021 kwalificatie Groep E «onderlinge duels» 19:00 uur (UTC) |            |       |         | Stade Cheikha Ould Boïdiya, Nouakchott Scheidsrechter: Joshua Bondo (BOT) |

|                                                                            |           |       |         |                                                                |
| 30 maart AK 2021 kwalificatie Groep E «onderlinge duels» 20:00 uur (UTC+1) | Marokko   | 1 – 0 | Burundi | Stade Moulay Abdallah, Rabat Scheidsrechter: Blaise Ngwa (CMR) |
| 30 maart AK 2021 kwalificatie Groep E «onderlinge duels» 20:00 uur (UTC+1) | Munir 45' |       |         | Stade Moulay Abdallah, Rabat Scheidsrechter: Blaise Ngwa (CMR) |

|                                                               |                    |       |       |                                                                   |
| 8 juni Vriendschappelijk «onderlinge duels» 21:00 uur (UTC+1) | Marokko            | 1 – 0 | Ghana | Stade Moulay Abdallah, Rabat Scheidsrechter: Adalbert Diouf (SEN) |
| 8 juni Vriendschappelijk «onderlinge duels» 21:00 uur (UTC+1) | Jawad El Yamiq 69' |       |       | Stade Moulay Abdallah, Rabat Scheidsrechter: Adalbert Diouf (SEN) |

|                                                                |                   |       |              |                                                                    |
| 12 juni Vriendschappelijk «onderlinge duels» 21:00 uur (UTC+1) | Marokko           | 1 – 0 | Burkina Faso | Stade Moulay Abdallah, Rabat Scheidsrechter: Abdel Aziz Bouh (MTN) |
| 12 juni Vriendschappelijk «onderlinge duels» 21:00 uur (UTC+1) | Achraf Hakimi 51' |       |              | Stade Moulay Abdallah, Rabat Scheidsrechter: Abdel Aziz Bouh (MTN) |

|                                                                               |                                            |       |        |                                                                                    |
| 2 september WK 2022 kwalificatie Groep I «onderlinge duels» 20:00 uur (UTC+1) | Marokko                                    | 2 – 0 | Soedan | Stade Moulay Abdallah, Rabat Toeschouwers: 0 Scheidsrechter: Maguette Ndiaye (SEN) |
| 2 september WK 2022 kwalificatie Groep I «onderlinge duels» 20:00 uur (UTC+1) | Nayef Aguerd 10' Abuaagla Ahmed 53' (e.d.) |       |        | Stade Moulay Abdallah, Rabat Toeschouwers: 0 Scheidsrechter: Maguette Ndiaye (SEN) |

|                                                                               |        |            |         |                                      |
| 6 september WK 2022 kwalificatie Groep I «onderlinge duels» 17:00 uur (UTC+1) | Guinee | Uitgesteld | Marokko | Stade Général Lansana Conté, Conakry |
| 6 september WK 2022 kwalificatie Groep I «onderlinge duels» 17:00 uur (UTC+1) |        |            |         | Stade Général Lansana Conté, Conakry |

|                                                                             |                                                                                         |       |               |                                                                                  |
| 6 oktober WK 2022 kwalificatie Groep I «onderlinge duels» 20:00 uur (UTC+1) | Marokko                                                                                 | 5 – 0 | Guinee-Bissau | Stade Moulay Abdallah, Rabat Toeschouwers: 0 Scheidsrechter: Boubou Traoré (MLI) |
| 6 oktober WK 2022 kwalificatie Groep I «onderlinge duels» 20:00 uur (UTC+1) | Achraf Hakimi 31' Imran Louza 45+1' (pen.) Ilias Chair 49' Ayoub El Kaabi 62' Munir 82' |       |               | Stade Moulay Abdallah, Rabat Toeschouwers: 0 Scheidsrechter: Boubou Traoré (MLI) |

|                                                                             |               |                                                        |         |                                                                                |
| 9 oktober WK 2022 kwalificatie Groep I «onderlinge duels» 20:00 uur (UTC+1) | Guinee-Bissau | 0 – 3                                                  | Marokko | Stade Mohammed V, Casablanca Toeschouwers: 0 Scheidsrechter: Jean Ngambo (COD) |
| 9 oktober WK 2022 kwalificatie Groep I «onderlinge duels» 20:00 uur (UTC+1) |               | 10' Ayoub El Kaabi 20' Aymen Barkok 69' Ayoub El Kaabi |         | Stade Mohammed V, Casablanca Toeschouwers: 0 Scheidsrechter: Jean Ngambo (COD) |

|                                                                              |                  |       |                                                                           |                                                                           |
| 12 oktober WK 2022 kwalificatie Groep I «onderlinge duels» 20:00 uur (UTC+1) | Guinee           | 1 – 4 | Marokko                                                                   | Stade Adrar, Agadir Toeschouwers: 0 Scheidsrechter: Antoine Essouma (SEN) |
| 12 oktober WK 2022 kwalificatie Groep I «onderlinge duels» 20:00 uur (UTC+1) | Mamadou Kané 31' |       | 21' Ayoub El Kaabi 42' Selim Amallah 65' Selim Amallah 89' Sofiane Boufal | Stade Adrar, Agadir Toeschouwers: 0 Scheidsrechter: Antoine Essouma (SEN) |

|                                                                               |        |                                                |         |                                                                                 |
| 12 november WK 2022 kwalificatie Groep I «onderlinge duels» 20:00 uur (UTC+1) | Soedan | 0 – 3                                          | Marokko | Stade Moulay Abdallah, Rabat Toeschouwers: 0 Scheidsrechter: Peter Waweru (KEN) |
| 12 november WK 2022 kwalificatie Groep I «onderlinge duels» 20:00 uur (UTC+1) |        | 3' Ryan Mmaee 61' Ryan Mmaee 90+3' Imran Louza |         | Stade Moulay Abdallah, Rabat Toeschouwers: 0 Scheidsrechter: Peter Waweru (KEN) |

|                                                                               |                                                         |       |        |                                                                                 |
| 16 november WK 2022 kwalificatie Groep I «onderlinge duels» 20:00 uur (UTC+1) | Marokko                                                 | 3 – 0 | Guinee | Stade Mohammed V, Casablanca Toeschouwers: 0 Scheidsrechter: Joshua Bondo (BOT) |
| 16 november WK 2022 kwalificatie Groep I «onderlinge duels» 20:00 uur (UTC+1) | Ryan Mmaee 20' (pen.) Ryan Mmaee 29' Ayoub El Kaabi 60' |       |        | Stade Mohammed V, Casablanca Toeschouwers: 0 Scheidsrechter: Joshua Bondo (BOT) |

| FIFA Arab Cup 2021 |
| ------------------ |

|                                                                  |                                                                                     |       |           | |
| 1 december Arab Cup Groep C «onderlinge duels» 19:00 uur (UTC+3) | Marokko                                                                             | 4 – 0 | Palestina | Al Janoubstadion, Al Wakrah Toeschouwers: 3.843 Scheidsrechter: Matthew Conger (NZL) Video-assistent: Shaun Evans (AUS) |
| 1 december Arab Cup Groep C «onderlinge duels» 19:00 uur (UTC+3) | Mohamed Nahiri 31' Abdelilah Hafidi 56' Abdelilah Hafidi 64' Badr Benoun 87' (pen.) |       |           | Al Janoubstadion, Al Wakrah Toeschouwers: 3.843 Scheidsrechter: Matthew Conger (NZL) Video-assistent: Shaun Evans (AUS) |

|                                                                  |          |                                                                                 |         | |
| 4 december Arab Cup Groep C «onderlinge duels» 13:00 uur (UTC+3) | Jordanië | 0 – 4                                                                           | Marokko | Ahmed bin Alistadion, Ar Rayyan Toeschouwers: 7.890 Scheidsrechter: Facundo Tello (ARG) Video-assistent: Juan Soto (VEN) |
| 4 december Arab Cup Groep C «onderlinge duels» 13:00 uur (UTC+3) |          | 4' Yahya Jabrane 25' Badr Benoun 45+3' Mohamed Chibi 88' (pen.) Soufiane Rahimi |         | Ahmed bin Alistadion, Ar Rayyan Toeschouwers: 7.890 Scheidsrechter: Facundo Tello (ARG) Video-assistent: Juan Soto (VEN) |

|                                                                  |                                |       |               | |
| 7 december Arab Cup Groep C «onderlinge duels» 18:00 uur (UTC+3) | Marokko                        | 1 – 0 | Saoedi-Arabië | Al Thumamastadion, Doha Toeschouwers: 8.502 Scheidsrechter: Andrés Matonte (URU) Video-assistent: Leodán González (URU) |
| 7 december Arab Cup Groep C «onderlinge duels» 18:00 uur (UTC+3) | Karim El Berkaoui 45+4' (pen.) |       |               | Al Thumamastadion, Doha Toeschouwers: 8.502 Scheidsrechter: Andrés Matonte (URU) Video-assistent: Leodán González (URU) |

|                                                                       |                                                             |              |                                                                                          | |
| 11 december Arab Cup Kwartfinale «onderlinge duels» 22:00 uur (UTC+3) | Marokko                                                     | 2 – 2 (n.v.) | Algerije                                                                                 | Al Thumamastadion, Doha Toeschouwers: 24.823 Scheidsrechter: Wilton Pereira Sampaio (BRA) Video-assistent: Rafael Traci (BRA) |
| 11 december Arab Cup Kwartfinale «onderlinge duels» 22:00 uur (UTC+3) | Mohamed Nahiri 64' Badr Benoun 111'                         |              | 62' (pen.) Yacine Brahimi 102' Youcef Belaïli                                            | Al Thumamastadion, Doha Toeschouwers: 24.823 Scheidsrechter: Wilton Pereira Sampaio (BRA) Video-assistent: Rafael Traci (BRA) |
| 11 december Arab Cup Kwartfinale «onderlinge duels» 22:00 uur (UTC+3) | Strafschoppen                                               |              |                                                                                          | Al Thumamastadion, Doha Toeschouwers: 24.823 Scheidsrechter: Wilton Pereira Sampaio (BRA) Video-assistent: Rafael Traci (BRA) |
| 11 december Arab Cup Kwartfinale «onderlinge duels» 22:00 uur (UTC+3) | Soufiane Rahimi Badr Benoun Yahya Jabrane Karim El Berkaoui | 3 – 5        | Youcef Belaïli Sofiane Bendebka Abdelkader Bedrane Houcine Benayada Mohamed Amine Tougai | Al Thumamastadion, Doha Toeschouwers: 24.823 Scheidsrechter: Wilton Pereira Sampaio (BRA) Video-assistent: Rafael Traci (BRA) |

|  |  |  |  |  |  |  |  |  |

### 2022
| Afrikaans kampioenschap voetbal 2021 |
| ------------------------------------ |

|                                                                    |                    |       |       | |
| 10 januari Afrika Cup Groep C «onderlinge duels» 17:00 uur (UTC+1) | Marokko            | 1 – 0 | Ghana | Ahmadou Ahidjostadion, Yaoundé Toeschouwers: 29.610 Scheidsrechter: Joshua Bondo (BOT) Video-assistent: Haythem Guirat (TUN) |
| 10 januari Afrika Cup Groep C «onderlinge duels» 17:00 uur (UTC+1) | Sofiane Boufal 83' |       |       | Ahmadou Ahidjostadion, Yaoundé Toeschouwers: 29.610 Scheidsrechter: Joshua Bondo (BOT) Video-assistent: Haythem Guirat (TUN) |

|                                                                    |                                         |       |         | |
| 14 januari Afrika Cup Groep C «onderlinge duels» 17:00 uur (UTC+1) | Marokko                                 | 2 – 0 | Comoren | Ahmadou Ahidjostadion, Yaoundé Toeschouwers: 22.482 Scheidsrechter: Sadok Selmi (TUN) Video-assistent: Haythem Guirat (TUN) |
| 14 januari Afrika Cup Groep C «onderlinge duels» 17:00 uur (UTC+1) | Selim Amallah 16' Zakaria Aboukhlal 88' |       |         | Ahmadou Ahidjostadion, Yaoundé Toeschouwers: 22.482 Scheidsrechter: Sadok Selmi (TUN) Video-assistent: Haythem Guirat (TUN) |

|                                                                    |                                           |       |                                             | |
| 18 januari Afrika Cup Groep C «onderlinge duels» 20:00 uur (UTC+1) | Gabon                                     | 2 – 2 | Marokko                                     | Ahmadou Ahidjostadion, Yaoundé Toeschouwers: 27.991 Scheidsrechter: Dahane Beida (MTN) Video-assistent: Janny Sikazwe (ZAM) |
| 18 januari Afrika Cup Groep C «onderlinge duels» 20:00 uur (UTC+1) | Jim Allevinah 21' Nayef Aguerd 81' (e.d.) |       | 74' (pen.) Sofiane Boufal 84' Achraf Hakimi | Ahmadou Ahidjostadion, Yaoundé Toeschouwers: 27.991 Scheidsrechter: Dahane Beida (MTN) Video-assistent: Janny Sikazwe (ZAM) |

|                                                                           |                                           |       |                     | |
| 25 januari Afrika Cup Achtste finale «onderlinge duels» 20:00 uur (UTC+1) | Marokko                                   | 2 – 1 | Malawi              | Ahmadou Ahidjostadion, Yaoundé Toeschouwers: 9.742 Scheidsrechter: Pacifique Ndabihawenimana (BDI) Video-assistent: Haythem Guirat (TUN) |
| 25 januari Afrika Cup Achtste finale «onderlinge duels» 20:00 uur (UTC+1) | Youssef En-Nesyri 45+2' Achraf Hakimi 70' |       | 7' Gabadinho Mhango | Ahmadou Ahidjostadion, Yaoundé Toeschouwers: 9.742 Scheidsrechter: Pacifique Ndabihawenimana (BDI) Video-assistent: Haythem Guirat (TUN) |

|                                                                        |                                  |              |                          | |
| 30 januari Afrika Cup Kwartfinale «onderlinge duels» 16:00 uur (UTC+1) | Egypte                           | 2 – 1 (n.v.) | Marokko                  | Ahmadou Ahidjostadion, Yaoundé Scheidsrechter: Maguette Ndiaye (SEN) Video-assistent: Fernando Guerrero (MEX) |
| 30 januari Afrika Cup Kwartfinale «onderlinge duels» 16:00 uur (UTC+1) | Mohamed Salah 53' Trézéguet 100' |              | 7' (pen.) Sofiane Boufal | Ahmadou Ahidjostadion, Yaoundé Scheidsrechter: Maguette Ndiaye (SEN) Video-assistent: Fernando Guerrero (MEX) |

|  |  |  |  |  |  |  |  |  |

|                                                                             |                 |       |                      | |
| 25 maart WK 2022 kwalificatie Play-off «onderlinge duels» 16:00 uur (UTC+1) | Congo-Kinshasa  | 1 – 1 | Marokko              | Stade des Martyrs, Kinshasa Toeschouwers: 25.000 Scheidsrechter: Victor Gomes (ZAF) Video-assistent: François Letexier (FRA) |
| 25 maart WK 2022 kwalificatie Play-off «onderlinge duels» 16:00 uur (UTC+1) | Yoane Wissa 12' |       | 76' Tarik Tissoudali | Stade des Martyrs, Kinshasa Toeschouwers: 25.000 Scheidsrechter: Victor Gomes (ZAF) Video-assistent: François Letexier (FRA) |

|                                                                             |                                                                                  |       |                 | |
| 29 maart WK 2022 kwalificatie Play-off «onderlinge duels» 20:30 uur (UTC+1) | Marokko                                                                          | 4 – 1 | Congo-Kinshasa  | Stade Mohammed V, Casablanca Toeschouwers: 45.000 Scheidsrechter: Pacifique Ndabihawenimana (BDI) Video-assistent: Tomasz Kwiatkowski (POL) |
| 29 maart WK 2022 kwalificatie Play-off «onderlinge duels» 20:30 uur (UTC+1) | Azzedine Ounahi 21' Tarik Tissoudali 45+7' Azzedine Ounahi 54' Achraf Hakimi 69' |       | 77' Ben Malango | Stade Mohammed V, Casablanca Toeschouwers: 45.000 Scheidsrechter: Pacifique Ndabihawenimana (BDI) Video-assistent: Tomasz Kwiatkowski (POL) |

|                                                               |                                                              |       |         |                                                                                   |
| 1 juni Vriendschappelijk «onderlinge duels» 19:30 uur (UTC−4) | Verenigde Staten                                             | 3 – 0 | Marokko | TQL Stadium, Cincinnati Toeschouwers: 19.512 Scheidsrechter: Ismael Cornejo (SLV) |
| 1 juni Vriendschappelijk «onderlinge duels» 19:30 uur (UTC−4) | Brenden Aaronson 26' Timothy Weah 32' Haji Wright 64' (pen.) |       |         | TQL Stadium, Cincinnati Toeschouwers: 19.512 Scheidsrechter: Ismael Cornejo (SLV) |

|                                                                          |                                          |       |                |                                                                |
| 9 juni AK 2023 kwalificatie Groep K «onderlinge duels» 20:00 uur (UTC+1) | Marokko                                  | 2 – 1 | Zuid-Afrika    | Stade Moulay Abdallah, Rabat Scheidsrechter: Sadok Selmi (TUN) |
| 9 juni AK 2023 kwalificatie Groep K «onderlinge duels» 20:00 uur (UTC+1) | Youssef En-Nesyri 51' Ayoub El Kaabi 88' |       | 8' Lyle Foster | Stade Moulay Abdallah, Rabat Scheidsrechter: Sadok Selmi (TUN) |

|                                                                           |         |                                              |         |                                                                             |
| 13 juni AK 2023 kwalificatie Groep K «onderlinge duels» 20:00 uur (UTC+1) | Liberia | 0 – 2                                        | Marokko | Stade Mohammed V, Casablanca (Marokko) Scheidsrechter: Mohamed Moussa (NIG) |
| 13 juni AK 2023 kwalificatie Groep K «onderlinge duels» 20:00 uur (UTC+1) |         | 56' (pen.) Fayçal Fajr 57' Youssef En-Nesyri |         | Stade Mohammed V, Casablanca (Marokko) Scheidsrechter: Mohamed Moussa (NIG) |

|                                                                     |                                                 |       |       |                                                                                             |
| 23 september Vriendschappelijk «onderlinge duels» 21:00 uur (UTC+2) | Marokko                                         | 2 – 0 | Chili | RCDE Stadium, Cornellà de Llobregat Toeschouwers: 25.000 Scheidsrechter: Martin Dohál (SVK) |
| 23 september Vriendschappelijk «onderlinge duels» 21:00 uur (UTC+2) | Sofiane Boufal 66' (pen.) Abdelhamid Sabiri 78' |       |       | RCDE Stadium, Cornellà de Llobregat Toeschouwers: 25.000 Scheidsrechter: Martin Dohál (SVK) |

|                                                                     |          |       |         |                                                                                                 |
| 27 september Vriendschappelijk «onderlinge duels» 21:00 uur (UTC+2) | Paraguay | 0 – 0 | Marokko | Estadio Benito Villamarín, Sevilla Toeschouwers: 12.000 Scheidsrechter: Jesús Gil Manzano (ESP) |
| 27 september Vriendschappelijk «onderlinge duels» 21:00 uur (UTC+2) |          |       |         | Estadio Benito Villamarín, Sevilla Toeschouwers: 12.000 Scheidsrechter: Jesús Gil Manzano (ESP) |

|                                                                    |                                                                 |       |         |                                                                                  |
| 17 november Vriendschappelijk «onderlinge duels» 20:00 uur (UTC+4) | Marokko                                                         | 3 – 0 | Georgië | Sharjahstadion, Sharjah Toeschouwers: 10.000 Scheidsrechter: Adel Al Naqbi (VAE) |
| 17 november Vriendschappelijk «onderlinge duels» 20:00 uur (UTC+4) | Youssef En-Nesyri 5' Hakim Ziyech 29' Sofiane Boufal 72' (pen.) |       |         | Sharjahstadion, Sharjah Toeschouwers: 10.000 Scheidsrechter: Adel Al Naqbi (VAE) |

| Wereldkampioenschap voetbal 2022 |
| -------------------------------- |

|                                                                  |         |       |         | |
| 23 november WK 2022 Groep F «onderlinge duels» 13:00 uur (UTC+3) | Marokko | 0 – 0 | Kroatië | Al Baytstadion, Al Khawr Toeschouwers: 59.407 Scheidsrechter: Fernando Rapallini (ARG) Video-assistent: Julio Bascuñán (CHI) |
| 23 november WK 2022 Groep F «onderlinge duels» 13:00 uur (UTC+3) | Verslag |       |         | Al Baytstadion, Al Khawr Toeschouwers: 59.407 Scheidsrechter: Fernando Rapallini (ARG) Video-assistent: Julio Bascuñán (CHI) |

|                                                                  |        |         |                                               | |
| 27 november WK 2022 Groep F «onderlinge duels» 16:00 uur (UTC+3) | België | 0 – 2   | Marokko                                       | Al Thumamastadion, Doha Toeschouwers: 43.738 Scheidsrechter: César Arturo Ramos (MEX) Video-assistent: Fernando Guerrero (MEX) |
| 27 november WK 2022 Groep F «onderlinge duels» 16:00 uur (UTC+3) |        | Verslag | 73' Abdelhamid Sabiri 90+3' Zakaria Aboukhlal | Al Thumamastadion, Doha Toeschouwers: 43.738 Scheidsrechter: César Arturo Ramos (MEX) Video-assistent: Fernando Guerrero (MEX) |

|                                                                 |                         |         |                                       | |
| 1 december WK 2022 Groep F «onderlinge duels» 18:00 uur (UTC+3) | Canada                  | 1 – 2   | Marokko                               | Al Thumamastadion, Doha Toeschouwers: 43.102 Scheidsrechter: Raphael Claus (BRA) Video-assistent: Julio Bascuñán (CHI) |
| 1 december WK 2022 Groep F «onderlinge duels» 18:00 uur (UTC+3) | Nayef Aguerd 40' (e.d.) | Verslag | 4' Hakim Ziyech 23' Youssef En-Nesyri | Al Thumamastadion, Doha Toeschouwers: 43.102 Scheidsrechter: Raphael Claus (BRA) Video-assistent: Julio Bascuñán (CHI) |

|                                                                        |                                                          |              |                                            | |
| 6 december WK 2022 Achtste finale «onderlinge duels» 18:00 uur (UTC+3) | Marokko                                                  | 0 – 0 (n.v.) | Spanje                                     | Education Citystadion, Ar Rayyan Toeschouwers: 44.667 Scheidsrechter: Fernando Rapallini (ARG) Video-assistent: Mauro Vigliano (ARG) |
| 6 december WK 2022 Achtste finale «onderlinge duels» 18:00 uur (UTC+3) | Verslag                                                  |              |                                            | Education Citystadion, Ar Rayyan Toeschouwers: 44.667 Scheidsrechter: Fernando Rapallini (ARG) Video-assistent: Mauro Vigliano (ARG) |
| 6 december WK 2022 Achtste finale «onderlinge duels» 18:00 uur (UTC+3) | Strafschoppen                                            |              |                                            | Education Citystadion, Ar Rayyan Toeschouwers: 44.667 Scheidsrechter: Fernando Rapallini (ARG) Video-assistent: Mauro Vigliano (ARG) |
| 6 december WK 2022 Achtste finale «onderlinge duels» 18:00 uur (UTC+3) | Abdelhamid Sabiri Hakim Ziyech Badr Benoun Achraf Hakimi | 3 – 0        | Pablo Sarabia Carlos Soler Sergio Busquets | Education Citystadion, Ar Rayyan Toeschouwers: 44.667 Scheidsrechter: Fernando Rapallini (ARG) Video-assistent: Mauro Vigliano (ARG) |

|                                                                      |                       |         |          | |
| 10 december WK 2022 Kwartfinale «onderlinge duels» 18:00 uur (UTC+3) | Marokko               | 1 – 0   | Portugal | Al Thumamastadion, Doha Toeschouwers: 44.198 Scheidsrechter: Facundo Tello (ARG) Video-assistent: Mauro Vigliano (ARG) |
| 10 december WK 2022 Kwartfinale «onderlinge duels» 18:00 uur (UTC+3) | Youssef En-Nesyri 42' | Verslag |          | Al Thumamastadion, Doha Toeschouwers: 44.198 Scheidsrechter: Facundo Tello (ARG) Video-assistent: Mauro Vigliano (ARG) |

|                                                                       |                                         |         |         | |
| 14 december WK 2022 Halve finale «onderlinge duels» 22:00 uur (UTC+3) | Frankrijk                               | 2 – 0   | Marokko | Al Baytstadion, Al Khawr Toeschouwers: 68.294 Scheidsrechter: César Arturo Ramos (MEX) Video-assistent: Drew Fischer (CAN) |
| 14 december WK 2022 Halve finale «onderlinge duels» 22:00 uur (UTC+3) | Theo Hernández 5' Randal Kolo Muani 79' | Verslag |         | Al Baytstadion, Al Khawr Toeschouwers: 68.294 Scheidsrechter: César Arturo Ramos (MEX) Video-assistent: Drew Fischer (CAN) |

|                                                                       |                                    |         |                | |
| 17 december WK 2022 Troostfinale «onderlinge duels» 18:00 uur (UTC+3) | Kroatië                            | 2 – 1   | Marokko        | Khalifa Internationaal Stadion, Ar Rayyan Toeschouwers: 44.137 Scheidsrechter: Abdulrahman Al-Jassim (QAT) Video-assistent: Julio Bascuñán (CHI) |
| 17 december WK 2022 Troostfinale «onderlinge duels» 18:00 uur (UTC+3) | Joško Gvardiol 7' Mislav Oršić 42' | Verslag | 9' Achraf Dari | Khalifa Internationaal Stadion, Ar Rayyan Toeschouwers: 44.137 Scheidsrechter: Abdulrahman Al-Jassim (QAT) Video-assistent: Julio Bascuñán (CHI) |

|  |  |  |  |  |  |  |  |  |

### 2023
|                                                               |                                          |       |              | |
| 25 maart Vriendschappelijk «onderlinge duels» 21:00 uur (UTC) | Marokko                                  | 2 – 1 | Brazilië     | Stade Ibn Batouta, Tanger Toeschouwers: 65.000 Scheidsrechter: Sadok Selmi (TUN) Video-assistent: Haythem Guirat (TUN) |
| 25 maart Vriendschappelijk «onderlinge duels» 21:00 uur (UTC) | Sofiane Boufal 29' Abdelhamid Sabiri 79' |       | 67' Casemiro | Stade Ibn Batouta, Tanger Toeschouwers: 65.000 Scheidsrechter: Sadok Selmi (TUN) Video-assistent: Haythem Guirat (TUN) |

|                                                                 |         |       |      |                                                                                                |
| 28 maart Vriendschappelijk «onderlinge duels» 21:30 uur (UTC+2) | Marokko | 0 – 0 | Peru | Estadio Metropolitano, Madrid Toeschouwers: 32.000 Scheidsrechter: Juan Martínez Munuera (ESP) |
| 28 maart Vriendschappelijk «onderlinge duels» 21:30 uur (UTC+2) |         |       |      | Estadio Metropolitano, Madrid Toeschouwers: 32.000 Scheidsrechter: Juan Martínez Munuera (ESP) |

|                                                                |         |       |            |                                                                                         |
| 12 juni Vriendschappelijk «onderlinge duels» 20:00 uur (UTC+1) | Marokko | 0 – 0 | Kaapverdië | Stade Moulay Abdallah, Rabat Toeschouwers: 55.500 Scheidsrechter: Mahamadou Kéïta (MLI) |
| 12 juni Vriendschappelijk «onderlinge duels» 20:00 uur (UTC+1) |         |       |            | Stade Moulay Abdallah, Rabat Toeschouwers: 55.500 Scheidsrechter: Mahamadou Kéïta (MLI) |

|                                                                           |                                    |       |                  |                                                                                            |
| 17 juni AK 2023 kwalificatie Groep K «onderlinge duels» 17:00 uur (UTC+2) | Zuid-Afrika                        | 2 – 1 | Marokko          | FNB Stadium, Johannesburg Toeschouwers: 56.000 Scheidsrechter: Mahamat Alhadi Allaou (TCD) |
| 17 juni AK 2023 kwalificatie Groep K «onderlinge duels» 17:00 uur (UTC+2) | Munir 5' (e.d.) Zakhele Lepasa 48' |       | 60' Hakim Ziyech | FNB Stadium, Johannesburg Toeschouwers: 56.000 Scheidsrechter: Mahamat Alhadi Allaou (TCD) |

|                                                                     |                     |       |              | |
| 12 september Vriendschappelijk «onderlinge duels» 20:30 uur (UTC+1) | Marokko             | 1 – 0 | Burkina Faso | Stade Bollaert-Delelis, Lens Toeschouwers: 38.000 Scheidsrechter: Jérémie Pignard (FRA) Video-assistent: Hamid Guenaoui (FRA) |
| 12 september Vriendschappelijk «onderlinge duels» 20:30 uur (UTC+1) | Azzedine Ounahi 36' |       |              | Stade Bollaert-Delelis, Lens Toeschouwers: 38.000 Scheidsrechter: Jérémie Pignard (FRA) Video-assistent: Hamid Guenaoui (FRA) |

|                                                                 |                        |       |                    | |
| 14 oktober Vriendschappelijk «onderlinge duels» 17:00 uur (UTC) | Ivoorkust              | 1 – 1 | Marokko            | Stade olympique Alassane Ouattara, Abidjan Toeschouwers: 22.135 Scheidsrechter: Adissa Ligali (BEN) |
| 14 oktober Vriendschappelijk «onderlinge duels» 17:00 uur (UTC) | Sébastien Haller 45+3' |       | 81' Ayoub El Kaabi | Stade olympique Alassane Ouattara, Abidjan Toeschouwers: 22.135 Scheidsrechter: Adissa Ligali (BEN) |

|                                                                              |                                                            |       |         |                                                           |
| 17 oktober AK 2023 kwalificatie Groep K «onderlinge duels» 20:00 uur (UTC+1) | Marokko                                                    | 3 – 0 | Liberia | Stade Adrar, Agadir Scheidsrechter: Ahmad Heeralall (MRI) |
| 17 oktober AK 2023 kwalificatie Groep K «onderlinge duels» 20:00 uur (UTC+1) | Amine Harit 45+2' Ayoub El Kaabi 59' (pen.) Amine Adli 89' |       |         | Stade Adrar, Agadir Scheidsrechter: Ahmad Heeralall (MRI) |

|                                                                               |          |                                              |         |                                                                                          |
| 21 november WK 2026 kwalificatie Groep E «onderlinge duels» 22:00 uur (UTC+3) | Tanzania | 0 – 2                                        | Marokko | Nationaal Stadion, Dar es Salaam Toeschouwers: 60.000 Scheidsrechter: Abongile Tom (ZAF) |
| 21 november WK 2026 kwalificatie Groep E «onderlinge duels» 22:00 uur (UTC+3) |          | 28' Hakim Ziyech 54' (e.d.) Lusajo Mwaikenda |         | Nationaal Stadion, Dar es Salaam Toeschouwers: 60.000 Scheidsrechter: Abongile Tom (ZAF) |

### 2024
|                                                                 |                                                                |       |               |                                                                    |
| 11 januari Vriendschappelijk «onderlinge duels» 15:00 uur (UTC) | Marokko                                                        | 3 – 1 | Sierra Leone  | Stade Auguste-Denise, San-Pédro Scheidsrechter: Kouassi Biro (CIV) |
| 11 januari Vriendschappelijk «onderlinge duels» 15:00 uur (UTC) | Youssef En-Nesyri 30' Sofiane Boufal 35' Youssef En-Nesyri 55' |       | 10' Abu Komeh | Stade Auguste-Denise, San-Pédro Scheidsrechter: Kouassi Biro (CIV) |

| Afrikaans kampioenschap voetbal 2023 |
| ------------------------------------ |

|                                                                  |                                                            |       |          | |
| 17 januari Afrika Cup Groep F «onderlinge duels» 17:00 uur (UTC) | Marokko                                                    | 3 – 0 | Tanzania | Laurent Pokoustadion, San-Pédro Toeschouwers: 15.478 Scheidsrechter: Alhadi Allaou Mahamat (TCD) Video-assistent: Mohamed Ashour (EGY) |
| 17 januari Afrika Cup Groep F «onderlinge duels» 17:00 uur (UTC) | Romain Saïss 30' Azzedine Ounahi 77' Youssef En-Nesyri 80' |       |          | Laurent Pokoustadion, San-Pédro Toeschouwers: 15.478 Scheidsrechter: Alhadi Allaou Mahamat (TCD) Video-assistent: Mohamed Ashour (EGY) |

|                                                                  |                  |       |                          | |
| 21 januari Afrika Cup Groep F «onderlinge duels» 14:00 uur (UTC) | Marokko          | 1 – 1 | Congo-Kinshasa           | Laurent Pokoustadion, San-Pédro Toeschouwers: 13.342 Scheidsrechter: Peter Waweru (KEN) Video-assistent: Akhona Makalima (ZAF) |
| 21 januari Afrika Cup Groep F «onderlinge duels» 14:00 uur (UTC) | Achraf Hakimi 6' |       | 76' Silas Katompa Mvumpa | Laurent Pokoustadion, San-Pédro Toeschouwers: 13.342 Scheidsrechter: Peter Waweru (KEN) Video-assistent: Akhona Makalima (ZAF) |

|                                                                  |        |                  |         | |
| 24 januari Afrika Cup Groep F «onderlinge duels» 20:00 uur (UTC) | Zambia | 0 – 1            | Marokko | Laurent Pokoustadion, San-Pédro Toeschouwers: 15.231 Scheidsrechter: Patrice Tanguy (GAB) Video-assistent: Abongile Tom (ZAF) |
| 24 januari Afrika Cup Groep F «onderlinge duels» 20:00 uur (UTC) |        | 37' Hakim Ziyech |         | Laurent Pokoustadion, San-Pédro Toeschouwers: 15.231 Scheidsrechter: Patrice Tanguy (GAB) Video-assistent: Abongile Tom (ZAF) |

|                                                                         |         |                                           |             | |
| 30 januari Afrika Cup Achtste finale «onderlinge duels» 20:00 uur (UTC) | Marokko | 0 – 2                                     | Zuid-Afrika | Laurent Pokoustadion, San-Pédro Toeschouwers: 19.078 Scheidsrechter: Mahmood Ismail (SUD) Video-assistent: Daniel Nii Laryea (GHA) |
| 30 januari Afrika Cup Achtste finale «onderlinge duels» 20:00 uur (UTC) |         | 57' Evidence Makgopa 90+5' Teboho Mokoena |             | Laurent Pokoustadion, San-Pédro Toeschouwers: 19.078 Scheidsrechter: Mahmood Ismail (SUD) Video-assistent: Daniel Nii Laryea (GHA) |

|  |  |  |  |  |  |  |  |  |

|                                                                 |                        |       |        |                                                                              |
| 22 maart Vriendschappelijk «onderlinge duels» 20:00 uur (UTC+1) | Marokko                | 1 – 0 | Angola | Stade Adrar, Agadir Toeschouwers: 36.786 Scheidsrechter: Boubou Traoré (MLI) |
| 22 maart Vriendschappelijk «onderlinge duels» 20:00 uur (UTC+1) | David Carmo 72' (e.d.) |       |        | Stade Adrar, Agadir Toeschouwers: 36.786 Scheidsrechter: Boubou Traoré (MLI) |

|                                                                 |         |       |            |                                                                                   |
| 26 maart Vriendschappelijk «onderlinge duels» 20:00 uur (UTC+1) | Marokko | 0 – 0 | Mauritanië | Stade Adrar, Agadir Toeschouwers: 45.000 Scheidsrechter: Mohamed Ali Moussa (NIG) |
| 26 maart Vriendschappelijk «onderlinge duels» 20:00 uur (UTC+1) |         |       |            | Stade Adrar, Agadir Toeschouwers: 45.000 Scheidsrechter: Mohamed Ali Moussa (NIG) |

|                                                                          |                                               |       |                     |                                                   |
| 7 juni WK 2026 kwalificatie Groep E «onderlinge duels» 20:00 uur (UTC+1) | Marokko                                       | 2 – 1 | Zambia              | Stade Adrar, Agadir Scheidsrechter: Issa Sy (SEN) |
| 7 juni WK 2026 kwalificatie Groep E «onderlinge duels» 20:00 uur (UTC+1) | Hakim Ziyech 6' (pen.) Eliesse Ben Seghir 67' |       | 80' Edward Chilufya | Stade Adrar, Agadir Scheidsrechter: Issa Sy (SEN) |

|                                                                           |                   | |         |                                                                                            |
| 11 juni WK 2026 kwalificatie Groep E «onderlinge duels» 17:00 uur (UTC+1) | Congo-Brazzaville | 0 – 6 | Marokko | Stade Adrar, Agadir (Marokko) Toeschouwers: 30.000 Scheidsrechter: Daniel Nii Laryea (GHA) |
| 11 juni WK 2026 kwalificatie Groep E «onderlinge duels» 17:00 uur (UTC+1) |                   | 8' Azzedine Ounahi 16' Chadi Riad 30' Ayoub El Kaabi 39' Ayoub El Kaabi 53' Ayoub El Kaabi 62' Soufiane Rahimi |         | Stade Adrar, Agadir (Marokko) Toeschouwers: 30.000 Scheidsrechter: Daniel Nii Laryea (GHA) |

|                                                                               |                                                                                    |       |                                      |                                                                             |
| 6 september AK 2025 kwalificatie Groep B «onderlinge duels» 20:00 uur (UTC+1) | Marokko                                                                            | 4 – 1 | Gabon                                | Stade Adrar, Agadir Toeschouwers: 38.000 Scheidsrechter: Dahane Beida (MTN) |
| 6 september AK 2025 kwalificatie Groep B «onderlinge duels» 20:00 uur (UTC+1) | Hakim Ziyech 10' (pen.) Hakim Ziyech 26' (pen.) Brahim Díaz 59' Ayoub El Kaabi 82' |       | 40' (pen.) Pierre-Emerick Aubameyang | Stade Adrar, Agadir Toeschouwers: 38.000 Scheidsrechter: Dahane Beida (MTN) |

|                                                                               |         |                   |         |                                                                           |
| 9 september AK 2025 kwalificatie Groep B «onderlinge duels» 19:00 uur (UTC+1) | Lesotho | 0 – 1             | Marokko | Stade Adrar, Agadir (Marokko) Scheidsrechter: Clement Franklin Kpan (CIV) |
| 9 september AK 2025 kwalificatie Groep B «onderlinge duels» 19:00 uur (UTC+1) |         | 90+3' Brahim Díaz |         | Stade Adrar, Agadir (Marokko) Scheidsrechter: Clement Franklin Kpan (CIV) |

|                                                                              | |       |                    |                                                                                |
| 12 oktober AK 2025 kwalificatie Groep B «onderlinge duels» 20:00 uur (UTC+1) | Marokko | 5 – 0 | Centr.-Afrik. Rep. | Stade d'Honneur, Oujda Toeschouwers: 19.800 Scheidsrechter: Alhasan Bass (GAM) |
| 12 oktober AK 2025 kwalificatie Groep B «onderlinge duels» 20:00 uur (UTC+1) | Abde Ezzalzouli 18' Azzedine Ounahi 38' Achraf Hakimi 45' Azzedine Ounahi 45+2' Soufiane Rahimi 71' (pen.) |       |                    | Stade d'Honneur, Oujda Toeschouwers: 19.800 Scheidsrechter: Alhasan Bass (GAM) |

|                                                                              |                    |                                                                                                |         |                                                                                             |
| 15 oktober AK 2025 kwalificatie Groep B «onderlinge duels» 20:00 uur (UTC+1) | Centr.-Afrik. Rep. | 0 – 4                                                                                          | Marokko | Stade d'Honneur, Oujda (Marokko) Toeschouwers: 19.920 Scheidsrechter: Naby Laye Touré (GUI) |
| 15 oktober AK 2025 kwalificatie Groep B «onderlinge duels» 20:00 uur (UTC+1) |                    | 34' Eliesse Ben Seghir 38' Eliesse Ben Seghir 50' (pen.) Youssef En-Nesyri 66' Abde Ezzalzouli |         | Stade d'Honneur, Oujda (Marokko) Toeschouwers: 19.920 Scheidsrechter: Naby Laye Touré (GUI) |

|                                                                               |                  |       |                                                                                            |                                                                                           |
| 15 november AK 2025 kwalificatie Groep B «onderlinge duels» 19:00 uur (UTC+1) | Gabon            | 1 – 5 | Marokko                                                                                    | Stade de Franceville, Franceville Toeschouwers: 19.360 Scheidsrechter: Abongile Tom (ZAF) |
| 15 november AK 2025 kwalificatie Groep B «onderlinge duels» 19:00 uur (UTC+1) | Denis Bouanga 4' |       | 17' Jamal Harkass 20' Brahim Díaz 23' Brahim Díaz 81' Youssef En-Nesyri 90' Ismael Saibari | Stade de Franceville, Franceville Toeschouwers: 19.360 Scheidsrechter: Abongile Tom (ZAF) |

|                                                                               | |       |         |                                                                               |
| 18 november AK 2025 kwalificatie Groep B «onderlinge duels» 19:00 uur (UTC+1) | Marokko | 7 – 0 | Lesotho | Stade d'Honneur, Oujda Toeschouwers: 33.000 Scheidsrechter: Jean Ngambo (COD) |
| 18 november AK 2025 kwalificatie Groep B «onderlinge duels» 19:00 uur (UTC+1) | Brahim Díaz 5' Brahim Díaz 15' Soufiane Rahimi 37' Brahim Díaz 42' Soufiane Rahimi 45+2' (pen.) Youssef En-Nesyri 68' Ismael Saibari 70' |       |         | Stade d'Honneur, Oujda Toeschouwers: 33.000 Scheidsrechter: Jean Ngambo (COD) |

FRMF · A-internationals · Bondscoaches · Marokkaans vrouwenelftal · Olympisch elftal · Lokaal · Marokko U23 · Marokko U21 · Marokko U20 · Marokko U19 · Marokko U18 · Marokko U17
1950 – 1959 ·
1960 – 1969 ·
1970 – 1979 ·
1980 – 1989 ·
1990 – 1999 ·
2000 – 2009 ·
2010 – 2019 ·
2020 − 2029
WK 1970 ·
WK 1986 ·
WK 1994 ·
WK 1998 ·
WK 2018 ·
WK 2022
OS 1964 ·
OS 1972 ·
OS 1984 ·
OS 1992 ·
OS 2000 ·
OS 2004 ·
OS 2012
1944 · 
1957 · 
1958 · 
1959 · 
1960 · 
1961 · 
1962 · 
1963 · 
1964 · 
1965 · 
1966 · 
1967 · 
1968 · 
1969 · 
1970 · 
1971 · 
1972 · 
1973 · 
1974 · 
1975 · 
1976 · 
1977 · 
1978 · 
1979 · 
1980 · 
1981 · 
1982 · 
1983 · 
1984 · 
1985 · 
1986 · 
1987 · 
1988 · 
1989 · 
1990 · 
1991 · 
1992 · 
1993 · 
1994 · 
1995 · 
1996 · 
1997 · 
1998 · 
1999 · 
2000 · 
2001 · 
2002 · 
2003 · 
2004 · 
2005 · 
2006 · 
2007 · 
2008 · 
2009 · 
2010 · 
2011 · 
2012 · 
2013 · 
2014 ·
2015 ·
2016 ·
2017 ·
2018 ·
2019 ·
2020 ·
2021 ·
2022 ·
2023 ·
2024
Albanië ·
Algerije ·
Angola ·
Argentinië ·
Armenië ·
Australië ·
Bahrein ·
België ·
Benin ·
Botswana ·
Brazilië ·
Bulgarije ·
Burkina Faso ·
Burundi ·
Canada ·
Centraal-Afrikaanse Republiek ·
Chili ·
China ·
Colombia ·
Comoren ·
Congo-Brazzaville ·
Congo-Kinshasa ·
Costa Rica ·
DDR ·
Denemarken ·
Duitsland ·
Egypte ·
Engeland ·
Equatoriaal-Guinea ·
Estland ·
Ethiopië ·
Finland ·
Frankrijk ·
Gabon ·
Gambia ·
Georgië ·
Ghana ·
Griekenland ·
Guinee ·
Guinee-Bissau ·
Hongkong ·
Ierland ·
India ·
Indonesië ·
Irak ·
Iran ·
Italië ·
Ivoorkust ·
Jamaica ·
Jemen ·
Joegoslavië ·
Jordanië ·
Kaapverdië ·
Kameroen ·
Kenia ·
Koeweit ·
Kroatië ·
Lesotho ·
Libanon ·
Liberia ·
Libië ·
Luxemburg ·
Malawi ·
Maleisië ·
Mali ·
Mauritanië ·
Mexico ·
Mozambique ·
Myanmar ·
Namibië ·
Nederland ·
Nieuw-Zeeland ·
Niger ·
Nigeria ·
Noord-Ierland ·
Noorwegen ·
Oeganda ·
Oekraïne ·
Oezbekistan ·
Oman ·
Palestina ·
Paraguay ·
Peru ·
Polen ·
Portugal ·
Qatar ·
Roemenië ·
Rusland ·
Rwanda ·
Saoedi-Arabië ·
Sao Tomé en Principe ·
Schotland ·
Senegal ·
Servië ·
Sierra Leone ·
Slowakije ·
Soedan ·
Somalië ·
Sovjet-Unie ·
Spanje ·
Syrië ·
Tanzania ·
Thailand ·
Togo ·
Trinidad en Tobago ·
Tsjechië ·
Tunesië ·
Uruguay ·
Verenigde Arabische Emiraten ·
Verenigde Staten ·
Zambia ·
Zimbabwe ·
Zuid-Afrika ·
Zuid-Jemen ·
Zuid-Korea ·
Zwitserland
België (2022) · 
Frankrijk (2022) ·
Iran (2018) · 
Kroatië (2022, 1) ·
Kroatië (2022, 2) ·
Portugal (2018) · 
Portugal (2022) ·
Spanje (2018) ·
Spanje (2022)
CONMEBOL: Argentinië · Bolivia · Brazilië · Chili · Colombia · Ecuador · Paraguay · Peru · Uruguay · Venezuela

UEFA: Albanië · Andorra · Armenië · Azerbeidzjan · België · Bosnië en Herzegovina · Bulgarije · Cyprus · Denemarken · Duitsland · Engeland · Estland · Faeröer · Finland · Frankrijk · Georgië · Gibraltar · Griekenland · Hongarije · IJsland · Ierland · Israël · Italië · Kazachstan · Kosovo · Kroatië · Letland · Liechtenstein · Litouwen · Luxemburg · Malta · Moldavië · Montenegro · Nederland · Noord-Ierland · Noord-Macedonië · Noorwegen · Oekraïne · Oostenrijk · Polen · Portugal · Roemenië · Rusland · San Marino · Schotland · Servië · Slovenië · Slowakije · Spanje · Tsjechië · Turkije · Wales · Wit-Rusland · Zweden · Zwitserland

AFC: Australië · China · Irak · Iran · Japan · Libanon · Oezbekistan · Oman · Qatar · Saoedi-Arabië · Syrië · Verenigde Arabische Emiraten · Vietnam · Zuid-Korea

CAF: Algerije · Burkina Faso · Congo-Kinshasa · Egypte · Ghana · Ivoorkust · Kaapverdië · Kameroen · Mali · Marokko · Nigeria · Senegal · Tunesië · Zuid-Afrika

CONCACAF: Canada · Costa Rica · Curaçao · El Salvador · Honduras · Jamaica · Mexico · Panama · Suriname · Verenigde Staten

OFC: Nieuw-Zeeland